# Цыбин, Андрей Владимирович
Андре́й Влади́мирович Цы́бин (6 августа 1959, Москва) — государственный деятель, Заслуженный работник жилищно-коммунального хозяйства РФ, инженер-конструктор,  юрист, полковник запаса. С 2015 г. префект Юго-Восточного административного округа города Москвы. Учёная степень –  кандидат технических наук. Заслуженный работник жилищно-коммунального хозяйства Российской Федерации (2014).
До 2008 г. – руководящие должности в префектуре ЮВАО г. Москвы, научный сотрудник, главный конструктор, директор Научно-исследовательского проектно-конструкторского и технологического института электротермического оборудования «Мэлта», служба в вооруженных силах страны (полковник запаса).
С 13.05.2008-7.04.2015 гг. – Руководитель Департамента жилищно-коммунального хозяйства и благоустройства г. Москвы.

## Биография
В 1982 г. окончил Московский инженерно-физический институт (МИФИ - знаменитая кузница ученых-физиков).
С 1982 по 1985 гг. — служил в Вооружённых Силах.
С 1985 г. — работал во Всесоюзном научно-исследовательском проектно-конструкторском и технологическом институте электротехнического оборудования. Занимал должности от инженера-конструктора, научного сотрудника до главного конструктора.
С 1994 по 1997 гг. — директор АОЗТ НПК Всесоюзного научно-исследовательского проектно-конструкторского и технологического института электротермического оборудования «Мэлта».
В 1996 г. защитил кандидатскую диссертацию, присвоена учёная степень кандидата технических наук.
С 1997 г. – переход на госслужбу, работа в префектуре Юго-Восточного административного округа города Москвы. Занимал должности начальник Управления экономики и перспективного развития, управляющий делами префектуры, руководитель аппарата префектуры, заместитель префекта по науке, промышленности и малому предпринимательству, первый заместитель префекта по инфраструктуре Юго-Восточного административного округа города Москвы.
2002-2007 гг. - параллельно с работой учеба в Российской Академии Государственной службы при Президенте РФ по специальности «юриспруденция».
В 2008 год назначен на должность председателя Комитета по реформированию городского хозяйства г. Москвы.
С августа 2007 г. – руководитель Департамента жилищно-коммунального хозяйства и благоустройства города Москвы
7 апреля 2015 года Указом Мэра Москвы Сергея Собянина Андрей Владимирович Цыбин назначен на должность префекта Юго-Восточного Административного Округа города Москвы.

## Награды
- 23.02.1997   –  медаль «300 лет Российскому флоту»
- 26.02.1997   –  медаль «В память 850-летия Москвы»
- 27.08.2003   –  медаль «За заслуги в проведении Всероссийской переписи населения»
- 29.02.2008   –  Благодарность Мэра Москвы
- 17.04.2008   –  Почетная грамота префекта
- 13.03.2009   –  Патриаршая грамота в благословение за усердные труды во славу Русской Православной Церкви
- 29.07.2009   –  Почётная грамота Министерства регионального развития Российской Федерации
- 03.08.2009   –  знак отличия «За безупречную службу городу Москве» 20 лет
- 08.06.2010   –  нагрудный знак МЧС России «За заслуги»
- 30.07.2010   –  Благодарность Президента Российской Федерации
- 05.12.2011   –  Благодарность Министра транспорта Российской Федерации
- 30.06.2012   –  Благодарность Президента Российской Федерации
- 14.08.2014   – Заслуженный работник жилищно-коммунального хозяйства Российской Федерации
- 10.12.2015   – медаль Русской Православной Церкви святого равноапостольного князя Владимира
- 01.09.2017   –   Почётная грамота Правительства Москвы
- 28.10.2019   –   орден Дружбы
- орден Русской Православной Церкви святого благоверного князя Даниила Московского
- орден равноапостольных Кирилла и Мефодия
- 10.04.2022  –  орден преподобного Сергия Радонежского III степени